# Лоран, Пьер Альфонс
Пьер Альфонс Лоран (фр. Pierre Alphonse Laurent /pjɛʁ alfɔ̃s lɔʁɑ̃/; 18 июля 1813, Париж — 2 сентября 1854, там же) — французский математик, наиболее известен фундаментальным результатом в теории функций комплексной переменной о разложении аналитической в круговом кольце функции в сумму двух степенных рядов, названную рядом Лорана.
В 1830 году поступил в Политехническую школу в Париже, где считался одним из лучших студентов. Получил образование военного инженера и по окончании учёбы служил в инженерном корпусе в звании второго лейтенанта. Принимал участие в алжирской войне вплоть до 1840 года. В 1840-е годы в течение шести лет руководил работами по расширению порта в Гавре. К началу 1840-х годов относятся первые математические работы. На работу 1843 года, содержавшую обобщение разложения Тейлора для функций комплексной переменной, обратил внимание Коши, и хотя и отметил в докладе на заседании Французская академии наук, что результат не стал для него неожиданным, рекомендовал работу для публикации, рекомендацию поддержал Лиувилль, но в итоге труд опубликован так и не был. После отказа в публикациях работ по теории функций комплексной переменной переключился на другую область исследований — теорию поляризации световых волн.
В 1846 году Коши предложил Лорана кандидатом в члены-корреспонденты академии, однако тот не был избран. В том же году получил звание майора и переведён в Париж в комитет по проблемам фортификации.
Был женат, имел троих детей.